# Liste der Weltmeister im Sommerbiathlon
Die Liste der Weltmeister im Sommerbiathlon führt alle Medaillengewinner der seit 1996 von der IBU durchgeführten Sommerbiathlon-Weltmeisterschaften auf. Zunächst wurden nur Wettbewerbe im Crosslauf ausgetragen, seit 2006 gibt es auch Wettkämpfe auf Skirollern. Seit 2010 werden ausschließlich Rennen auf Skirollern durchgeführt. Von Beginn an wurden die Wettkämpfe für Frauen und Männer in gleichberechtigter Weise ausgetragen, zudem finden parallel auch immer die Juniorenweltmeisterschaften im Sommerbiathlon statt.

## Crosslauf

### Männer

#### Einzel
- Einzel über 6 km

| Weltmeisterschaft | Weltmeisterschaft | Gold           | Silber       | Bronze           |
| ----------------- | ----------------- | -------------- | ------------ | ---------------- |
| 1996              | Hochfilzen        | Alexei Kobelew | Janez Ožbolt | Wadsim Saschuryn |

#### Sprint
- Sprint über 4 km

| Weltmeisterschaft | Weltmeisterschaft  | Gold                    | Silber               | Bronze               |
| ----------------- | ------------------ | ----------------------- | -------------------- | -------------------- |
| 1996              | Hochfilzen         | Wilfried Pallhuber      | Ole Einar Bjørndalen | Wladimir Dratschow   |
| 1997              | Krakau             | Wilfried Pallhuber      | Dimitri Borovik      | Ole Einar Bjørndalen |
| 1998              | Osrblie            | Alexei Kobelew          | Wilfried Pallhuber   | Oleg Rudenko         |
| 1999              | Minsk              | Rustam Waliullin        | Wadsim Saschuryn     | Alexei Kobelew       |
| 2000              | Chanty-Mansijsk    | Indrek Tobreluts        | Dmitri Nikiforow     | Ilmārs Bricis        |
| 2001              | Jamrozowa Polana   | Dimitri Borovik         | Alexei Kowjasin      | Maciej Wojciechowski |
| 2002              | Jablonec nad Nisou | Marek Matiaško          | Maksim Malenkih      | Michael Genz         |
| 2003              | Forni Avoltri      | Oleksandr Bilanenko     | Alexei Kowjasin      | Marko Dolenc         |
| 2004              | Osrblie            | Zdeněk Vítek            | Indrek Tobreluts     | Dimitri Borovik      |
| 2005              | Muonio             | Alexander Katschanowski | Aljaksandr Syman     | Aljaksandr Uszinau   |
| 2006              | Ufa                | Sergei Balandin         | Indrek Tobreluts     | Dmitri Nikiforow     |
| 2007              | Otepää             | Oleksandr Bilanenko     | Marek Matiaško       | Alexei Katrenko      |
| 2008              | Haute-Maurienne    | Alexei Katrenko         | Dias Keneschow       | Ruslan Nasirov       |
| 2009              | Oberhof            | Alexei Katrenko         | Ruslan Nasirov       | Miroslav Matiaško    |

#### Verfolgung
- Verfolgung 1998 bis 2002 über 8 km
- Verfolgung seit 2003 über 6 km
- Verfolgung 2007 nicht ausgetragen

| Weltmeisterschaft | Weltmeisterschaft  | Gold                    | Silber              | Bronze                  |
| ----------------- | ------------------ | ----------------------- | ------------------- | ----------------------- |
| 1997              | Krakau             | Wilfried Pallhuber      | Konstantin Popow    | Wadsim Saschuryn        |
| 1998              | Osrblie            | Wilfried Pallhuber      | Alexei Kobelew      | Konstantin Popow        |
| 1999              | Minsk              | Wadsim Saschuryn        | Ilmārs Bricis       | Alexei Kobelew          |
| 2000              | Chanty-Mansijsk    | Dmitri Nikiforow        | Indrek Tobreluts    | Alexei Kowjasin         |
| 2001              | Jamrozowa Polana   | Ilmārs Bricis           | Dimitri Borovik     | Iwan Pesterew           |
| 2002              | Jablonec nad Nisou | Dmitri Nikiforow        | Marko Dolenc        | Marek Matiaško          |
| 2003              | Forni Avoltri      | Alexei Kowjasin         | Oleksandr Bilanenko | Oleg Rudenko            |
| 2004              | Osrblie            | Zdeněk Vítek            | Sergei Balandin     | Alexei Mironow          |
| 2005              | Muonio             | Alexander Katschanowski | Jaroslav Soukup     | Rustam Waliullin        |
| 2006              | Ufa                | Sergei Balandin         | Indrek Tobreluts    | Ondřej Moravec          |
| 2008              | Haute-Maurienne    | Alexei Katrenko         | Sergei Balandin     | Dias Keneschow          |
| 2009              | Oberhof            | Ruslan Nasirov          | Alexei Katrenko     | Alexander Katschanowski |

#### Massenstart
- Massenstart über 6 km
- Massenstart 2006 nicht ausgetragen

| Weltmeisterschaft | Weltmeisterschaft | Gold                | Silber                 | Bronze          |
| ----------------- | ----------------- | ------------------- | ---------------------- | --------------- |
| 2003              | Forni Avoltri     | Oleksandr Bilanenko | Wjatscheslaw Derkatsch | Marek Matiaško  |
| 2004              | Osrblie           | Pavol Hurajt        | Timur Nurmejew         | Alexei Mironow  |
| 2005              | Muonio            | Aljaksandr Syman    | Alexei Kobelew         | Jaroslav Soukup |
| 2007              | Otepää            | Alexei Katrenko     | Indrek Tobreluts       | Iwan Bogdanow   |

#### Staffel
- Staffel 1997 bis 2002 4 × 6 km
- Staffel 2003 bis 2005 4 × 4 km

| Weltmeisterschaft | Weltmeisterschaft  | Gold                                                                                      | Silber                                                                            | Bronze                                                                       |
| ----------------- | ------------------ | ----------------------------------------------------------------------------------------- | --------------------------------------------------------------------------------- | ---------------------------------------------------------------------------- |
| 1997              | Krakau             | Norwegen Egil Gjelland Jon Per Nygård Dag Bjørndalen Ole Einar Bjørndalen                 | Russland Oleg Rudenko Dmitri Nikiforow Konstantin Popow Sergei Russinow           | Estland Dimitri Borovik Roland Lessing Indrek Tobreluts Kalju Ojaste         |
| 1998              | Osrblie            | Russland Oleg Rudenko Konstantin Popow Sergei Konowalow Wladimir Bechterew                | Ukraine Mychajlo Syson Jurij Dmytrenko Oleksandr Bilanenko Wjatscheslaw Derkatsch | Polen Grzegorz Grzywa Tomasz Sikora Kazimier Urbaniak Wojciech Kozub         |
| 1999              | Minsk              | Russland Alexei Kobelew Sergei Proswirnin Alexei Kowjasin Dmitri Nikiforow                | Lettland Oļegs Maļuhins Gundars Upenieks Jēkabs Nākums Ilmārs Bricis              | Estland Dimitri Borovik Roland Lessing Indrek Tobreluts Margus Ader          |
| 2000              | Chanty-Mansijsk    | Russland Alexei Kowjasin Andrei Prokunin Dmitri Nikiforow Sergei Proswirnin               | Lettland Oļegs Maļuhins Gundars Upenieks Jēkabs Nākums Ilmārs Bricis              | Estland Dimitri Borovik Roland Lessing Indrek Tobreluts Janno Prants         |
| 2001              | Jamrozowa Polana   | Belarus Oleksij Ajdarow Rustam Waliullin Aljaksandr Uszinau Iwan Pesterew                 | Lettland Oļegs Maļuhins Ilmārs Bricis Jēkabs Nākums Gundars Upenieks              | Russland Alexei Kowjasin Dmitri Nikiforow Iwan Bogdanow Alexei Tscheparew    |
| 2002              | Jablonec nad Nisou | Russland Alexei Kobelew Pawel Tschuprijanow Sergei Proswirnin Dmitri Nikiforow            | Belarus Iwan Pesterew Sjarhej Nowikau Aljaksandr Uszinau Wadsim Saschuryn         | Slowakei Marek Matiaško Radovan Cienik Pavol Novák Davorín Škvaridlo         |
| 2003              | Forni Avoltri      | Ukraine Oleksandr Bilanenko Andrij Derysemlja Oleksij Korobejnikow Wjatscheslaw Derkatsch | Russland Oleg Rudenko Alexei Tscheparew Timur Nurmejew Alexei Kowjasin            | Slowakei Marek Matiaško Radovan Cienik Davorín Škvaridlo Pavol Hurajt        |
| 2004              | Osrblie            | Belarus Aljaksandr Syman Rustam Waliullin Aljaksandr Uszinau Iwan Pesterew                | Russland Alexei Mironow Timur Nurmejew Alexei Tscheparew Sergei Balandin          | Slowakei Pavol Hurajt Radovan Cienik Miroslav Matiaško Marek Matiaško        |
| 2005              | Muonio             | Tschechien Michal Šlesingr Ondřej Moravec Miroslav Tomeš Jaroslav Soukup                  | Russland Alexei Kobelew Oleg Rudenko Iwan Bogdanow Alexander Katschanowski        | Belarus Aljaksandr Uszinau Sjarhej Nowikau Rustam Waliullin Aljaksandr Syman |

### Frauen

#### Einzel
- Einzel über 4 km

| Weltmeisterschaft | Weltmeisterschaft | Gold             | Silber                 | Bronze      |
| ----------------- | ----------------- | ---------------- | ---------------------- | ----------- |
| 1996              | Hochfilzen        | Olesja Tupilenko | Gunn Margit Andreassen | Liu Jinfeng |

#### Sprint
- Sprint 1998 bis 2002 4 km
- Sprint seit 2003 3 km

| Weltmeisterschaft | Weltmeisterschaft  | Gold                  | Silber                | Bronze                |
| ----------------- | ------------------ | --------------------- | --------------------- | --------------------- |
| 1996              | Hochfilzen         | Yu Shumei             | Olesja Tupilenko      | Inna Scheschkil       |
| 1997              | Krakau             | Wolha Nasarawa        | Irina Tananajko       | Larisa Timchina       |
| 1998              | Osrblie            | Nadeschda Talanowa    | Nina Lemesch          | Adrianna Babik        |
| 1999              | Minsk              | Swetlana Ischmuratowa | Natalja Lewtschenkowa | Magdalena Grzywa      |
| 2000              | Chanty-Mansijsk    | Natalja Sokolowa      | Jewgenija Michailowa  | Wolha Nasarawa        |
| 2001              | Jamrozowa Polana   | Natalja Sokolowa      | Jewgenija Michailowa  | Wolha Nasarawa        |
| 2002              | Jablonec nad Nisou | Wolha Nasarawa        | Magdalena Grzywa      | Ljudmila Arlouskaja   |
| 2003              | Forni Avoltri      | Wolha Nasarawa        | Alena Subrylawa       | Inna Kasimowa         |
| 2004              | Osrblie            | Wolha Nasarawa        | Oksana Neupokojewa    | Swetlana Chandohina   |
| 2005              | Muonio             | Natalja Sokolowa      | Tatjana Moissejewa    | Ljubow Jermolajewa    |
| 2006              | Ufa                | Natalja Sokolowa      | Jekaterina Sidorenko  | Tatjana Moissejewa    |
| 2007              | Otepää             | Natalja Sokolowa      | Jelena Chrustaljowa   | Ljudmyla Pyssarenko   |
| 2008              | Haute-Maurienne    | Jekaterina Sidorenko  | Ljubow Jermolajewa    | Anastassija Kusnezowa |
| 2009              | Oberhof            | Iryna Babezkaja       | Wolha Nasarawa        | Juliane Döll          |

#### Verfolgung
- Verfolgung 1998 bis 2002 6 km
- Verfolgung seit 2003 5 km

| Weltmeisterschaft | Weltmeisterschaft  | Gold                     | Silber                | Bronze                |
| ----------------- | ------------------ | ------------------------ | --------------------- | --------------------- |
| 1997              | Krakau             | Wolha Nasarawa           | Olesja Tupilenko      | Irina Tananajko       |
| 1998              | Osrblie            | Martina Schwarzbacherová | Nina Lemesch          | Magdalena Grzywa      |
| 1999              | Minsk              | Natalja Sokolowa         | Swetlana Ischmuratowa | Natalja Lewtschenkowa |
| 2000              | Chanty-Mansijsk    | Natalja Sokolowa         | Wolha Nasarawa        | Jewgenija Michailowa  |
| 2001              | Jamrozowa Polana   | Jewgenija Michailowa     | Natalja Sokolowa      | Wolha Nasarawa        |
| 2002              | Jablonec nad Nisou | Wolha Nasarawa           | Magdalena Grzywa      | Ljudmila Arlouskaja   |
| 2003              | Forni Avoltri      | Wolha Nasarawa           | Alena Subrylawa       | Inna Kassimowa        |
| 2004              | Osrblie            | Wolha Nasarawa           | Swetlana Chandohina   | Ljubow Jermolajewa    |
| 2005              | Muonio             | Natalja Sokolowa         | Tatjana Moissejewa    | Ljubow Jermolajewa    |
| 2006              | Ufa                | Tatjana Moissejewa       | Natalja Sokolowa      | Jekaterina Sidorenko  |
| 2008              | Haute-Maurienne    | Jekaterina Sidorenko     | Ljubow Jermolajewa    | Anastassija Kusnezowa |
| 2009              | Oberhof            | Natalja Sokolowa         | Wolha Nasarawa        | Jelena Chrustaljowa   |

#### Massenstart
- Verfolgung  5 km
- Verfolgung 2006 nicht ausgetragen

| Weltmeisterschaft | Weltmeisterschaft | Gold               | Silber              | Bronze              |
| ----------------- | ----------------- | ------------------ | ------------------- | ------------------- |
| 2003              | Forni Avoltri     | Tatjana Moissejewa | Wolha Nasarawa      | Alena Subrylawa     |
| 2005              | Muonio            | Wolha Nasarawa     | Ljubow Jermolajewa  | Swetlana Chandohina |
| 2006              | Ufa               | Natalja Sokolowa   | Tatjana Moissejewa  | Wolha Nasarawa      |
| 2007              | Otepää            | Natalja Sokolowa   | Jelena Chrustaljowa | Natalja Sorokina    |

#### Staffel
- Verfolgung 1997 bis 2002 4 × 4 km Relay
- Verfolgung 2003 bis 2005 4 × 3 km Relay

| Weltmeisterschaft | Weltmeisterschaft  | Gold                                                                                       | Silber                                                                                   | Bronze                                                                          |
| ----------------- | ------------------ | ------------------------------------------------------------------------------------------ | ---------------------------------------------------------------------------------------- | ------------------------------------------------------------------------------- |
| 1997              | Krakau             | Belarus Irina Tananajko Natallja Permjakawa Natallja Moros Swjatlana Paramyhina            | Slowakei Martina Halinárová Anna Murínová Marcela Pavkovčeková Soňa Mihoková             | Polen Magdalena Grzywa Iwona Grzywa Adrianna Babik Dorota Gruca                 |
| 1998              | Osrblie            | Belarus Irina Tananajko Natallja Ryschankowa Natallja Murschtschakina Swjatlana Paramyhina | Slowakei Martina Schwarzbacherová Anna Murínová Tatiana Kutlíková Marcela Pavkovčeková   | Russland Olga Palikowa Jelena Safarowa Jelena Dumnowa Nadeschda Talanowa        |
| 1999              | Minsk              | Russland Natalja Lewtschenkowa Jewgenija Michailowa Natalja Sokolowa Swetlana Ischmuratowa | Belarus Inna Scheschkil Natallja Permjakawa Irina Tananajko Swjatlana Paramyhina         | Ukraine Oksana Hlowa Oksana Jakowljewa Tetjana Lytowtschenko Iryna Merkuschina  |
| 2000              | Chanty-Mansijsk    | Belarus Irina Tananajko Swjatlana Paramyhina Ljudmila Arlouskaja Wolha Nasarawa            | Russland Swetlana Dementjewa Jewgenija Kuzepalowa Natalja Sokolowa Jewgenija Michailowa  | Vereinigte Staaten Ann Sorenson Kristina Sabasteanski Jill Troutner Nicole Hunt |
| 2001              | Jamrozowa Polana   | Russland Raissa Matwejewa Jewgenija Michailowa Natalja Sokolowa Oksana Neupokojewa         | Belarus Irina Tananajko Ksenija Sikunkowa Ljudmila Lyssenko Wolha Nasarawa               | Ukraine Tetjana Lytowtschenko Olena Demydenko Ljudmyla Sahajdak Alena Subrylawa |
| 2002              | Jablonec nad Nisou | Russland Raissa Matwejewa Natalja Arzybaschewa Olesja Fedossejewa Ljubow Jermolajewa       | Belarus Alena Subrylawa Ksenija Sikunkowa Ljudmila Arlouskaja Wolha Nasarawa             | Tschechien Pavla Matyášová Zdeňka Vejnarová Irena Česneková Kateřina Holubcová  |
| 2003              | Forni Avoltri      | Belarus Jekaterina Iwanowa Alena Subrylawa Ljudmila Ananka Wolha Nasarawa                  | Russland Inna Kassimowa Oksana Neupokojewa Natalja Arzybaschewa Tatjana Moissejewa       | Italien Maryke Ciaramidaro Romina Demetz Katja Haller Dominique Vallet          |
| 2004              | Osrblie            | Belarus Swetlana Chandohina Jekaterina Iwanowa Ljudmila Kalintschyk Wolha Nasarawa         | Russland Ljubow Jermolajewa Anna Sotnikowa Natalja Arzybaschewa Oksana Neupokojewa       | Slowakei Zuzana Hasillová Anna Murínová Petra Slezáková Soňa Mihoková           |
| 2005              | Muonio             | Belarus Jekaterina Iwanowa Wolha Nasarawa Ksenija Sikunkowa Natalja Sokolowa               | Russland Ljubow Jermolajewa Jewgenija Michailowa Jekaterina Sidorenko Tatjana Moissejewa | Tschechien Tereza Hlavsová Pavla Matyášová Klára Moravcová Michaela Balatková   |

### Mixed
- Mixedstaffel über 2 × 3 + 2 × 4 km

| Weltmeisterschaft | Weltmeisterschaft | Gold                                                                               | Silber                                                                               | Bronze                                                                     |
| ----------------- | ----------------- | ---------------------------------------------------------------------------------- | ------------------------------------------------------------------------------------ | -------------------------------------------------------------------------- |
| 2006              | Ufa               | RusslandJekaterina Sidorenko Jewgenija Michailowa Dmitri Nikiforow Sergei Balandin | TschechienPavla Matyášová Zdeňka Vejnarová Jaroslav Soukup Ondřej Moravec            | BelarusTazzjana Schyntar Natallja Sakalowa Aljaksandr Uszinau Wital Perzau |
| 2007              | Otepää            | RusslandJewgenija Michailowa Anna Sorokina Alexei Katrenko Iwan Bogdanow           | UkraineSwitlana Krikontschuk Ljudmyla Pyssarenko Oleh Bereschnyj Oleksandr Bilanenko | TschechienPavla Matyášová Zdeňka Vejnarová Jaroslav Soukup Ondřej Moravec  |

## Skiroller

### Männer

#### Sprint
- Sprint 2006 bis 2018 über 10 km
- Sprint seit 2019 über 7,5 km

| Weltmeisterschaft | Weltmeisterschaft    | Gold                                                           | Silber                                                         | Bronze                                                         |
| ----------------- | -------------------- | -------------------------------------------------------------- | -------------------------------------------------------------- | -------------------------------------------------------------- |
| 2006              | Ufa                  | Maxim Tschudow                                                 | Ondřej Moravec                                                 | Danilo Kodela                                                  |
| 2007              | Otepää               | Michail Kotschkin                                              | Maxim Tschudow                                                 | Roland Lessing                                                 |
| 2008              | Haute-Maurienne      | Simon Fourcade                                                 | Vincent Defrasne                                               | Kirill Schtscherbakow                                          |
| 2009              | Oberhof              | Christoph Stephan                                              | Michael Rösch                                                  | Christoph Knie                                                 |
| 2010              | Duszniki-Zdrój       | Dušan Šimočko                                                  | Matej Kazár                                                    | Andrejs Rastorgujevs                                           |
| 2011              | Nové Město na Moravě | Dmitri Jaroschenko                                             | Oleksandr Bilanenko                                            | Wladimir Iliew                                                 |
| 2012              | Ufa                  | Maxim Tschudow                                                 | Alexei Wolkow                                                  | Anton Schipulin                                                |
| 2013              | Forni Avoltri        | Lukas Hofer                                                    | Tomáš Hasilla                                                  | Simon Kočevar                                                  |
| 2014              | Tjumen               | Ondřej Moravec                                                 | Michael Rösch                                                  | Martin Otčenáš                                                 |
| 2015              | Cheile Grădiștei     | Wladimir Iliew                                                 | Artem Pryma                                                    | Martin Otčenáš                                                 |
| 2016              | Otepää               | Martin Otčenáš                                                 | Lukáš Kristejn                                                 | Sergei Kljatschin                                              |
| 2017              | Tschaikowski         | Uladsimir Tschapelin                                           | Alexei Wolkow                                                  | Tomáš Hasilla                                                  |
| 2018              | Nové Město na Moravě | Michal Krčmář                                                  | Ondřej Moravec                                                 | Tomáš Krupčík                                                  |
| 2019              | Minsk                | Timofei Lapschin                                               | Alexander Powarnizyn                                           | Eduard Latypow                                                 |
| 2020              | Ruhpolding           | Veranstaltung wegen der COVID-19-Pandemie ersatzlos gestrichen | Veranstaltung wegen der COVID-19-Pandemie ersatzlos gestrichen | Veranstaltung wegen der COVID-19-Pandemie ersatzlos gestrichen |
| 2021              | Nové Město na Moravě | Michal Krčmář                                                  | Matej Baloga                                                   | Cornel Puchianu                                                |
| 2022              | Ruhpolding           | Sebastian Samuelsson                                           | Peppe Femling                                                  | Niklas Hartweg                                                 |
| 2023              | Osrblie              | Florent Claude                                                 | Vytautas Strolia                                               | Jesper Nelin                                                   |
| 2024              | Otepää               | Jakub Štvrtecký                                                | Émilien Claude                                                 | Thierry Langer                                                 |

#### Verfolgung
- Verfolgung 2006 bis 2018 über 12,5 km
- Verfolgung 2019 bis 2021 über 10 km

| Weltmeisterschaft | Weltmeisterschaft    | Gold                                                           | Silber                                                         | Bronze                                                         |
| ----------------- | -------------------- | -------------------------------------------------------------- | -------------------------------------------------------------- | -------------------------------------------------------------- |
| 2006              | Ufa                  | Maxim Tschudow                                                 | Krzysztof Pływaczyk                                            | Maxim Sokownin                                                 |
| 2007              | Otepää               | Alexander Grisman                                              | Maxim Tschudow                                                 | Michail Kotschkin                                              |
| 2008              | Haute-Maurienne      | Simon Fourcade                                                 | Vincent Defrasne                                               | Matthias Simmen                                                |
| 2009              | Oberhof              | Michael Rösch                                                  | Christoph Stephan                                              | Alexander Wolf                                                 |
| 2010              | Duszniki-Zdrój       | Matej Kazár                                                    | Timofei Lapschin                                               | Andrejs Rastorgujevs                                           |
| 2011              | Nové Město na Moravě | Dmitri Jaroschenko                                             | Oleksandr Bilanenko                                            | Krassimir Anew                                                 |
| 2012              | Ufa                  | Alexei Wolkow                                                  | Maxim Tschudow                                                 | Andrei Makowejew                                               |
| 2013              | Forni Avoltri        | Klemen Bauer                                                   | Lukas Hofer                                                    | Markus Windisch                                                |
| 2014              | Tjumen               | Michael Rösch                                                  | Klemen Bauer                                                   | Krassimir Anew                                                 |
| 2015              | Cheile Grădiștei     | Martin Otčenáš                                                 | Artem Pryma                                                    | Matej Kazár                                                    |
| 2016              | Otepää               | Martin Otčenáš                                                 | Sergei Kljatschin                                              | Olexander Schyrnyj                                             |
| 2017              | Tschaikowski         | Alexei Wolkow                                                  | Anton Schipulin                                                | Krassimir Anew                                                 |
| 2018              | Nové Město na Moravě | Ondřej Moravec                                                 | Michal Krčmář                                                  | Artem Pryma                                                    |
| 2019              | Minsk                | Martin Otčenáš                                                 | Eduard Latypow                                                 | Klemen Bauer                                                   |
| 2020              | Ruhpolding           | Veranstaltung wegen der COVID-19-Pandemie ersatzlos gestrichen | Veranstaltung wegen der COVID-19-Pandemie ersatzlos gestrichen | Veranstaltung wegen der COVID-19-Pandemie ersatzlos gestrichen |
| 2021              | Nové Město na Moravě | Michal Krčmář                                                  | Florent Claude                                                 | Jaroslaw Kostjukow                                             |

#### Supersprint
- Supersprint über 5 km

| Weltmeisterschaft | Weltmeisterschaft    | Gold                                                           | Silber                                                         | Bronze                                                         |
| ----------------- | -------------------- | -------------------------------------------------------------- | -------------------------------------------------------------- | -------------------------------------------------------------- |
| 2019              | Minsk                | Timofei Lapschin                                               | Klemen Bauer                                                   | Eduard Latypow                                                 |
| 2020              | Ruhpolding           | Veranstaltung wegen der COVID-19-Pandemie ersatzlos gestrichen | Veranstaltung wegen der COVID-19-Pandemie ersatzlos gestrichen | Veranstaltung wegen der COVID-19-Pandemie ersatzlos gestrichen |
| 2021              | Nové Město na Moravě | George Buta                                                    | Jaroslaw Kostjukow                                             | Florent Claude                                                 |
| 2022              | Ruhpolding           | Philipp Horn                                                   | Sebastian Samuelsson                                           | Peppe Femling                                                  |
| 2023              | Osrblie              | Andrejs Rastorgujevs                                           | Tomáš Mikyska                                                  | Artem Tyschtschenko                                            |
| 2024              | Otepää               | Dmytro Pidrutschnyj                                            | Artem Tyschtschenko                                            | Tomáš Mikyska                                                  |

#### Gala-Massenstart
- Massenstart über 12,5 km

| Weltmeisterschaft | Weltmeisterschaft | Gold                 | Silber           | Bronze               |
| ----------------- | ----------------- | -------------------- | ---------------- | -------------------- |
| 2022              | Ruhpolding        | Sebastian Samuelsson | Roman Rees       | Martin Ponsiluoma    |
| 2023              | Osrblie           | Taras Lessjuk        | Dmitri Schamajew | Vytautas Strolia     |
| 2024              | Otepää            | Rene Zahkna          | Jonáš Mareček    | Andrejs Rastorgujevs |

### Frauen

#### Sprint
- Sprint 2006 bis 2018 über 7,5 km
- Sprint seit 2019 über 6 km

| Weltmeisterschaft | Weltmeisterschaft    | Gold                                                           | Silber                                                         | Bronze                                                         |
| ----------------- | -------------------- | -------------------------------------------------------------- | -------------------------------------------------------------- | -------------------------------------------------------------- |
| 2006              | Ufa                  | Swetlana Tschernoussowa                                        | Marina Bortschukowa                                            | Lenka Faltusová                                                |
| 2007              | Otepää               | Kaisa Mäkäräinen                                               | Lilija Jefremowa                                               | Tetjana Rud                                                    |
| 2008              | Haute-Maurienne      | Teja Gregorin                                                  | Marie-Laure Brunet                                             | Marija Kossinowa                                               |
| 2009              | Oberhof              | Magdalena Neuner                                               | Marija Kossinowa                                               | Natalja Lewtschenkowa                                          |
| 2010              | Duszniki-Zdrój       | Krystyna Pałka                                                 | Agnieszka Cyl                                                  | Ľubomíra Kalinová                                              |
| 2011              | Nové Město na Moravě | Wita Semerenko                                                 | Krystyna Pałka                                                 | Jana Gereková                                                  |
| 2012              | Ufa                  | Olga Saizewa                                                   | Wita Semerenko                                                 | Olga Wiluchina                                                 |
| 2013              | Forni Avoltri        | Dorothea Wierer                                                | Jitka Landová                                                  | Karin Oberhofer                                                |
| 2014              | Tjumen               | Teja Gregorin Krystyna Guzik                                   | –                                                              | Tang Jialin                                                    |
| 2015              | Cheile Grădiștei     | Olga Abramowa                                                  | Monika Hojnisz                                                 | Magdalena Gwizdoń                                              |
| 2016              | Otepää               | Olena Pidhruschna                                              | Anna Frolina                                                   | Iryna Warwynez                                                 |
| 2017              | Tschaikowski         | Swetlana Slepzowa                                              | Paulína Fialková                                               | Olga Dmitrijewa                                                |
| 2018              | Nové Město na Moravě | Paulína Fialková                                               | Monika Hojnisz                                                 | Galina Wischnewskaja                                           |
| 2019              | Minsk                | Jekaterina Glasyrina Lucie Charvátová                          | –                                                              | Darija Blaschko                                                |
| 2020              | Ruhpolding           | Veranstaltung wegen der COVID-19-Pandemie ersatzlos gestrichen | Veranstaltung wegen der COVID-19-Pandemie ersatzlos gestrichen | Veranstaltung wegen der COVID-19-Pandemie ersatzlos gestrichen |
| 2021              | Nové Město na Moravě | Monika Hojnisz-Staręga                                         | Markéta Davidová                                               | Polona Klemenčič                                               |
| 2022              | Ruhpolding           | Lisa Vittozzi                                                  | Markéta Davidová                                               | Lena Häcki-Groß Paulína Bátovská Fialková                      |
| 2023              | Osrblie              | Tuuli Tomingas                                                 | Lisa Spark                                                     | Tereza Vinklárková                                             |
| 2024              | Otepää               | Tereza Voborníková                                             | Lotte Lie                                                      | Paulína Bátovská Fialková                                      |

#### Verfolgung
- Verfolgung 2006 bis 2018 über 10 km
- Verfolgung 2019 bis 2021 über 7,5 km

| Weltmeisterschaft | Weltmeisterschaft    | Gold                                                           | Silber                                                         | Bronze                                                         |
| ----------------- | -------------------- | -------------------------------------------------------------- | -------------------------------------------------------------- | -------------------------------------------------------------- |
| 2006              | Ufa                  | Jelena Dawgul                                                  | Swetlana Tschernoussowa                                        | Krystyna Pałka                                                 |
| 2007              | Otepää               | Kaisa Mäkäräinen                                               | Tetjana Rud                                                    | Jana Romanowa                                                  |
| 2008              | Haute-Maurienne      | Teja Gregorin                                                  | Marie-Laure Brunet                                             | Natalja Lewtschenkowa                                          |
| 2009              | Oberhof              | Magdalena Neuner                                               | Teja Gregorin                                                  | Oksana Chwostenko                                              |
| 2010              | Duszniki-Zdrój       | Agnieszka Cyl                                                  | Krystyna Pałka                                                 | Magdalena Gwizdoń                                              |
| 2011              | Nové Město na Moravě | Krystyna Pałka                                                 | Wita Semerenko                                                 | Weronika Nowakowska-Ziemniak                                   |
| 2012              | Ufa                  | Wita Semerenko                                                 | Olga Saizewa                                                   | Olena Pidhruschna                                              |
| 2013              | Forni Avoltri        | Jitka Landová                                                  | Anna Bulygina                                                  | Victoria Padial                                                |
| 2014              | Tjumen               | Teja Gregorin                                                  | Walentyna Semerenko                                            | Tang Jialin                                                    |
| 2015              | Cheile Grădiștei     | Olga Abramowa                                                  | Monika Hojnisz                                                 | Julija Dschyma                                                 |
| 2016              | Otepää               | Kaisa Mäkäräinen                                               | Olena Pidhruschna                                              | Anna Frolina                                                   |
| 2017              | Tschaikowski         | Swetlana Slepzowa                                              | Nadija Bjelkina                                                | Paulína Fialková                                               |
| 2018              | Nové Město na Moravě | Veronika Vítková                                               | Paulína Fialková                                               | Galina Wischnewskaja                                           |
| 2019              | Minsk                | Zhang Yan                                                      | Tamara Woronina                                                | Wita Semerenko                                                 |
| 2020              | Ruhpolding           | Veranstaltung wegen der COVID-19-Pandemie ersatzlos gestrichen | Veranstaltung wegen der COVID-19-Pandemie ersatzlos gestrichen | Veranstaltung wegen der COVID-19-Pandemie ersatzlos gestrichen |
| 2021              | Nové Město na Moravě | Markéta Davidová                                               | Julija Dschyma                                                 | Tamara Derbuschewa                                             |

#### Supersprint
- Supersprint über 5 km

| Weltmeisterschaft | Weltmeisterschaft    | Gold                                                           | Silber                                                         | Bronze                                                         |
| ----------------- | -------------------- | -------------------------------------------------------------- | -------------------------------------------------------------- | -------------------------------------------------------------- |
| 2019              | Minsk                | Walentyna Semerenko                                            | Lucie Charvátová                                               | Jekaterina Glasyrina                                           |
| 2020              | Ruhpolding           | Veranstaltung wegen der COVID-19-Pandemie ersatzlos gestrichen | Veranstaltung wegen der COVID-19-Pandemie ersatzlos gestrichen | Veranstaltung wegen der COVID-19-Pandemie ersatzlos gestrichen |
| 2021              | Nové Město na Moravě | Markéta Davidová                                               | Julija Dschyma                                                 | Irina Kasakewitsch                                             |
| 2022              | Ruhpolding           | Dorothea Wierer                                                | Lisa Vittozzi                                                  | Nastassja Kinnunen                                             |
| 2023              | Osrblie              | Marion Wiesensarter                                            | Tuuli Tomingas                                                 | Lisa Spark                                                     |
| 2024              | Otepää               | Paulína Bátovská Fialková                                      | Suvi Minkkinen                                                 | Lucie Charvátová                                               |

#### Gala-Massenstart
- Massenstart über 10 km

| Weltmeisterschaft | Weltmeisterschaft | Gold             | Silber          | Bronze              |
| ----------------- | ----------------- | ---------------- | --------------- | ------------------- |
| 2022              | Ruhpolding        | Dorothea Wierer  | Denise Herrmann | Markéta Davidová    |
| 2023              | Osrblie           | Markéta Davidová | Tuuli Tomingas  | Marion Wiesensarter |
| 2024              | Otepää            | Baiba Bendika    | Suvi Minkkinen  | Tereza Voborníková  |

### Mixed
- Mixedstaffel über 2 × 6 + 2 × 7,5 km

| Weltmeisterschaft | Weltmeisterschaft    | Gold                                                                                 | Silber                                                                             | Bronze                                                                   |
| ----------------- | -------------------- | ------------------------------------------------------------------------------------ | ---------------------------------------------------------------------------------- | ------------------------------------------------------------------------ |
| 2008              | Haute-Maurienne      | FrankreichMarie-Laure Brunet Sandrine Bailly Vincent Defrasne Simon Fourcade         | SlowenienTeja Gregorin Andreja Mali Janez Marič Vasja Rupnik                       | ItalienMichela Ponza Katja Haller Christian Martinelli Markus Windisch   |
| 2009              | Oberhof              | DeutschlandMagdalena Neuner Tina Bachmann Christoph Stephan Michael Rösch            | RusslandAnna Bogali-Titowez Oksana Neupokojewa Anton Schipulin Wiktor Wassiljew    | SlowenienJana Gereková Anastasiya Kuzmina Pavol Hurajt Dušan Šimočko     |
| 2010              | Duszniki-Zdrój       | PolenKrystyna Pałka Magdalena Gwizdoń Tomasz Sikora Mirosław Kobus                   | RusslandMarija Demidowa Jewgenija Sedowa Andrei Makowejew Jewgeni Garanitschew     | SlowakeiJana Gereková Ľubomíra Kalinová Matej Kazár Dušan Šimočko        |
| 2011              | Nové Město na Moravě | RusslandGalina Netschkassowa Olga Abramowa Anton Schipulin Dmitri Jaroschenko        | UkraineOlena Pidhruschna Walentyna Semerenko Andrij Derysemlja Oleksandr Bilanenko | SlowakeiAnastasiya Kuzmina Jana Gereková Miroslav Matiaško Pavol Hurajt  |
| 2012              | Ufa                  | RusslandSwetlana Slepzowa Olga Saizewa Alexei Wolkow Anton Schipulin                 | UkraineWita Semerenko Walentyna Semerenko Oleh Bereschnyj Andrij Derysemlja        | TschechienJitka Landová Lea Johanidesová Tomáš Krupčík Ondřej Exler      |
| 2013              | Forni Avoltri        | RusslandAlexandra Alikina Olga Schesterikowa Alexander Schreider Andrei Prokunin     | ItalienAlexia Runggaldier Nicole Gontier Benjamin Plaickner Giuseppe Montello      | SlowakeiPaulína Fialková Terézia Poliaková Matej Kazár Miroslav Matiaško |
| 2014              | Tjumen               | TschechienVeronika Vítková Gabriela Soukalová Ondřej Moravec Michal Šlesingr         | UkraineIryna Warwynez Walentyna Semerenko Artem Pryma Serhij Semenow               | SlowenienAndreja Mali Teja Gregorin Klemen Bauer Lenart Oblak            |
| 2015              | Cheile Grădiștei     | RusslandJekaterina Awwakumowa Olga Kalina Sergei Kljatschin Sergei Korastylew        | BulgarienEmilija Jordanowa Dessislawa Stojanowa Anton Sinapow Wladimir Iliew       | RumänienLuminița Pișcoran Réka Forika Gheorghe Pop Cornel Puchianu       |
| 2016              | Otepää               | FinnlandMari Laukkanen Kaisa Mäkäräinen Tuomas Grönman Olli Hiidensalo               | UkraineJulija Dschyma Olena Pidhruschna Serhij Semenow Dmytro Pidrutschnyj         | PolenMagdalena Gwizdoń Monika Hojnisz Grzegorz Guzik Mateusz Janik       |
| 2017              | Tschaikowski         | RusslandUljana Kaischewa Swetlana Slepzowa Alexei Wolkow Anton Schipulin             | SlowakeiPaulína Fialková Ivona Fialková Tomáš Hasilla Matej Kazár                  | UkraineJulija Schurawok Marija Panfilowa Anton Myhda Maksym Iwko         |
| 2018              | Nové Město na Moravě | RusslandJekaterina Jurlowa-Percht Margarita Wassiljewa Nikita Porschnew Juri Schopin | TschechienVeronika Vítková Markéta Davidová Ondřej Moravec Michal Krčmář           | PolenKinga Zbylut Monika Hojnisz Grzegorz Guzik Łukasz Szczurek          |